# Christa Köhler
Christa Köhler (n. 18 august 1951, Tessin, Republica Democrată Germană, Germania) este o săritoare în apă ce a reprezentat Germania, medaliată olimpică. A participat la 2 ediții ale Jocurilor Olimpice (1972, 1976) în care a câștigat o medalie de argint.